# Clove: Los juegos del hambre

Mentirosa. Está casi muerto, Cato sabe bien donde cortó. Seguramente lo tienes atado a la rama de un árbol mientras intentas que no se le pare el corazón. ¿Que llevas en esa mochila tan mona? ¿La medicina para tu chico amoroso? Que pena que no la vaya a ver.
Clove a Katniss.Los Juegos del Hambre

Clove fue el tributo femenino del Distrito 2 en los 74.os Juegos del Hambre. También fue un tributo profesional implacable y altamente calificada, recibiendo una puntuación de 10 en su entrenamiento.

## Biografía

### 74.osJuegos del hambre

#### Desfile de los Tributos
Clove era la Tributo femenina del Distrito 2 en los 74.os Juegos del Hambre, con tan solo quince años, fue probablemente voluntaria, ya que era considerada una profesional, y era una experta lanzando cuchillos. Clove, junto con su compañero de distrito, Cato, fueron disfrazados con unos trajes con tema de dios romano o soldado griego para el Desfile de los tributos hacia la Mansión de Snow, ya que la economía de su Distrito se basaba en la mampostería. Su estilista es un hombre desconocido que nunca es mencionado en el libro, pero que hace una breve aparición durante la película. Cato y Clove observaron de mala manera a los tributos del Distrito 12, Katniss Everdeen y Peeta Mellark, ya que iban vestidos con trajes de carbón en llamas, cosa que atrajo toda la atención del público y eclipsó completamente a los demás tributos.

#### Entrenamiento y entrevistas
Clove persiguió los Juegos con una personalidad sádica, no parecía molesta ante la perspectiva de alguien muriendo en sus manos. Aunque era más pequeña que otros tributos, era muy temida por su técnicas de lanzar cuchillos, un área que dominaba y que nunca parecía perder un objetivo. El grupo de los profesionales permaneció unido durante las sesiones de entrenamiento. Durante su sesión privada con los Vigilantes, Clove probablemente les mostró sus habilidades lanzando cuchillos y recibió una puntuación de 10. No hay muchos datos de su entrevista con Caesar Flickerman, pero se ve que llevó un vestido naranja y el cabello recogido.

#### Baño de sangre
Estaba entre Marvel y la tributo femenino del 4 en los círculos metálicos. Clove mató por primera vez en los Juegos durante el Baño de sangre. Había organizado una alianza con los demás Tributos Profesionales: Marvel y Glimmer, los chicos del Distrito 1; Cato, su compañero; y los chicos del Distrito 4. Durante el Baño de sangre, el chico del Distrito 4 fue asesinado, pero la chica sobrevivió y se unió a ellos. En la masacre, Clove fue testigo de cómo el chico del Distrito 9 peleaba contra Katniss Everdeen para obtener una mochila pequeña. Rápidamente, Clove sacó un cuchillo y asesinó al chico del 9. Luego de esto, retiró el cuchillo del cadáver y apuntó hacia Katniss. Luego se la ve persiguiendo a la tributo del Distrito 7 pero se detiene al ver a Marvel tratando de matarla, después descubre que la tributo del Distrito 9 estaba escondida en la cornucopia y le avisa a Glimmer, también ve a la tributo del 10 a la que le lanza un cuchillo a la pierna y luego al brazo y luego a su aliado, Marvel le tira una lanza al pecho. Ella, sabedora del talento de Clove para sacar cuchillos, utilizó la mochila como escudo y, de paso, se quedó con el arma, huyendo hacia el bosque. Después de que Katniss se fuera, Clove desistió en su búsqueda y continuó participando en la masacre en la Cornucopia antes de que se quedaran con todo lo bueno.

#### Los Juegos
Al principio de los Juegos, los Profesionales se unieron con Peeta Mellark y el tributo masculino del Distrito 3(aun cuando los profesionales usualmente consistían de aquellos de los distritos 1, 2 y 4). Los Profesionales eligieron la Cornucopia buscando las armas y suministros, y se emprendieron a encontrar cualquier víctima fuera de guardia. Ellos encontraron a la chica del Distrito 8 después de ver su fogata, y la mataron. Cuando Peeta deja el grupo para rematarla, Clove y los otros Profesionales decidieron mantener a Peeta con vida con la esperanza de que él eventualmente los guiara hacía Katniss. Después de que Katniss corriera del incendio causado por los vigilantes, los Profesionales la encontraron y la persiguieron, pero ella trepó a un árbol. Los Profesionales trataron, pero fueron incapaces de trepar al árbol debido a que las ramas se quebraban debajo de su peso y, en cambio, hicieron su campamento debajo. 
Esa noche, Rue, la niña del Distrito 11 apareció en un árbol arriba de Katniss. Rue le señaló el nido de rastrevíspulas que Katniss tenía encima de ella, después Katniss tuvo la idea de dejarla caer a los Profesionales. Ella cortó la rama que sostenía el nido mientras se escuchaba el himno, para asegurarse que las rastrevíspulas no notarían ninguna molestia y los Profesionales no escucharan. El nido cayó del árbol y Clove, junto con los otros, fueron picados múltiples veces. En la película, Clove es la primera en huir del campamento de los Profesionales, haciéndola una de las Profesionales más rápidas. Glimmer fue picada muchas veces y murió, junto con la chica del Distrito 4. Katniss saltó del árbol después de que todos los tributos habían huido y tomó el arco y las flechas de Glimmer. Dos días después de esto, Clove, Cato, Marvel y el chico del Distrito 3 empezaron a buscar a Rue, a quien consideraban acertadamente la culpable, mientras que Katniss destruía exitosamente los suministros de los Profesionales. Después de esto Cato mató al chico del 3 debido a su ira, porque él no había estado cuidando los suministros. Clove y Marvel calmaron a Cato lo suficiente para explicarle que el tributo que había destruido sus suministros debía haber muerto, así que esperaron. Solo entonces se dieron cuenta de que el "bombardero" todavía estaba vivo, así que Clove, Marvel y Cato fueron a cazar a Katniss.

#### El banquete
¿Dónde está el enamorado? Oh, ya entendí. Tú querías salvarlo, ¿no? ¡Ay qué tierna!. Lástima que no pudiste salvar a tu amiguita. La niñita. ¿Cómo se llamaba, Rue? Si, la matamos. Y ahora te mataremos a ti.
Clove a Katniss en el Banquete

El Banquete fue la escena más importante de Clove. Ella y Cato formaron un plan, en el cual Clove iba a por la mochila del Distrito 2 con Cato cubriéndola vigilando el área por otros tributos escondidos. Cuando Katniss llega a recoger la medicina para Peeta, Clove le lanzó un cuchillo a Katniss, el cual le cayó encima del ojo y la hizo caer al suelo, sujetándola hacia abajo. Katniss hizo el intento de morder su mano, pero ella sujetó la cabeza de Katniss por el cabello. Clove le preguntó qué había en su mochila y expresó su odio hacía Katniss. Se burló de ella sobre la muerte de Rue y le dijo que le iba a dar a Katniss una muerte dolorosa y lenta, "Le prometí a Cato que, si me dejaba acabar contigo, le daría a la audiencia un buen espectáculo". Ella buscó en su chaqueta un cuchillo para cortar la cara a Katniss, empezando por sus labios ya que no los necesitaría para besar al "chico amoroso" (Peeta Mellark). Katniss escupió sangre en la cara de Clove, haciéndola rabiar.

#### Muerte
Mientras que Clove iba a terminar con Katniss, Thresh apareció y alzó a Clove sobre Katniss. Thresh había escuchado la conversación y creyó que Clove había matado a Rue, ya que se había reído de ella. Asustada, Clove verazmente contó a Thresh que no había sido ella quien había matado a Rue, cuando vio a Thresh con una grande roca en la mano se alarmó y gritó por Cato, pero Thresh creyó que estaba mintiendo y le rompió el cráneo con una piedra, causando una hemorragia interna, de la que murió minutos después. Thresh le preguntó a Katniss por Rue, y perdonó su vida cuando ella le dijo que ellas habían sido aliadas y que ella había honrado y vengado su muerte matando a Marvel. Cato, su compañero de distrito, corrió para salvar a Clove, pero llegó muy tarde. En la película, él golpea su cabeza repetidamente contra la Cornucopia rompiéndole el cráneo. Clove quedó de 6° lugar de 24 tributos.

### Mutaciones
Cuando las mutaciones de lobos de los tributos caídos aparecieron persiguiendo a Cato, Clove era una del grupo, con pelaje oscuro. Se desconoce si su mutación sobrevivió la batalla pero se encuentra brincando en la curnocopia cuando Katniss y Peeta intentaban subir.

## Víctimas
Clove fue la tributo profesional con menos víctimas en los 74° Juegos del Hambre, siendo tan solo el tributo del 9, mientras que este estaba intentando matar a Katniss. Aunque luego ella intentó matarla, Katniss se cubrió con su mochila, logrando salvarse del cuchillo. Luego regresa a la Cornucopia por más tributos.

## En Llamas
En En Llamas, Katniss y Peeta fueron al Distrito 2 en su Gira de la Victoria donde ven a la familia en duelo de Clove y trataron de evitar el contacto visual. Katniss menciona que su aparición en el Distrito 2 fue terrible y que ambos tributos, Cato y Clove, hubieran podido regresar a casa si no fuera por ella y Peeta.
Clove apareció en una de las pesadillas de Katniss antes de los 75.º Juegos del Hambre. Ella apuñaló a Katniss en la mejilla y luego se convirtió en un muto y empezó a lamer las heridas de Katniss, causándole un dolor mayor. Clove le recordó que no podía escapar de ella y tampoco de los Juegos del Hambre, por eso se convirtió en un muto persiguiendo a Katniss.
En Sinsajo, se le nombra en varias ocasiones cuando Katniss viaja al Distrito 2.

## Posesiones
En los Juegos, Clove siendo un Tributo Profesional, tenía medicina, comida, agua, armas y otros suministros de la Cornucopia. Los suministros fueron destruidos por las minas recolocadas por el Tributo del Distrito 3, las cuales Katniss hizo explotar, dejando a Clove tan solo con unos cuchillos y cualquier otra cosa que tenía en su mochila. En la película, después de matar a los tributos vulnerables en el Baño de sangre, ellos tomaron todos los suministros y Clove consiguió una pequeña cantidad de cuchillos y un chaleco negro, él cual usó hasta su muerte. El cuchillo más pequeño, apuntando a su cuello, fue el que usó para tratar de matar a Katniss mientras recuperaba su mochila en el Banquete.

## Armas
En el libro se describe que Clove tenía una larga selección de cuchillos que estaban en el interior de su chaqueta. Esto también se muestra en la película. Las armas le dieron a Clove una gran ventaja de su habilidad con los cuchillos como se muestra durante el Centro de Entrenamiento y en los 74.os Juegos del Hambre también.

## Personalidad
Clove era fuerte, sádica, peligrosa, arrogante y poderosa. Clove también era un poco desquiciada, haciendo de ella una rival temible. Tenía un fuerte odio por Katniss, debido a su alta puntuación dada por los Vigilantes. Cuando ella atrapó a Katniss en el Banquete, ella alegremente dijo que su muerte iba a ser lenta y dolorosa. Clove también era inteligente, después de haber apoyado a Marvel en su idea de mantener con vida a Peeta para encontrar a Katniss, y fue lo suficientemente inteligente como para ir al lago para curar sus heridas de las rastrevíspulas. También fue lo suficientemente instintiva como para regresar a la Cornucopia en vez de perseguir a Katniss. Se crio con la mentalidad de una Profesional.

## Apariencia física
Clove, como la mayoría de los Profesionales, era fuerte, sana, musculosa y en forma. Tenía el pelo oscuro (mientras su muto tenía el pelaje oscuro). Clove fue descrita por medir alrededor de 162cm, siendo una de las tributos más pequeñas. 

## Relaciones

### Cato
Se desconoce con exactitud las relaciones que tuvo Clove con los demás tributos, pero al momento de su muerte, Clove gritó repetidamente su nombre para que la ayudara pero este no llegó a tiempo. Se puede intuir que como compañeros de distrito Clove confiaba en él.

## Curiosidades
- Sacó una puntuación de 10 en los entrenamientos, lo que la hace temible.
- Fue capaz de tumbar y tener contra las cuerdas a Katniss con edad y estatura inferiores que ella.
- En el libro, Thresh la mata lal golpearle el cráneo con una roca, mientras que en la película la azota bruscamente en la Cornucopia y muere.
- Es la tributo profesional que menos tributos mata en los 74.os Juegos del hambre, siendo tan solo el tributo masculino del Distrito 9 (esto ocurre tanto en el libro como en el filme).
- Puede que su nombre se deba a la palabra "Clovis" una civilización que fabricaba lanzas y demás artefactos mortíferos.
- Se desconoce si se ofreció como voluntaria
- Fue la única tributo profesional de los 74.os Juegos del Hambre en no haber sido matada por Katniss.

## Representación cinematográfica
Clove fue interpretada por Isabelle Fuhrman en la película de Los juegos del hambre.

## Doblaje
- Alondra Hidalgo (Latinoamérica)
- Blanca Hualde (Neri) (España)